# Александар Јерсин
Александар Јерсин (енгл. Alexandre Emile Jean Yersin; 22. септембар 1863 – 1. март 1943) био је швајцарско - француски лекар и бактериолог. Запамћен је као суоткривач бацила одговорног за бубонску кугу или штеточину, који је касније у његову част добио име: Јерсинија пестис. Још један бактериолог, јапански лекар Китасато Шибасабуро, често је заслужан за независно идентификовање бактерије неколико дана раније, али је можда идентификовао другу бактерију, а не кугу која узрокује патогене. Јерсин је такође први пут показао да је исти бацил присутан и код глодара и код људи, подвлачећи на тај начин могуће начине преноса.

## Живот
Јерсин је рођен 1863. године у Aubonne, у кантону Во, у Швајцарској, као постхумни син Jean-Alexandre-Marc Yersin-а од његове супруге Fanny-Isaline-Emilie Moschell. Од 1883. до 1884. студирао је медицину у Лозани, затим у Марбургу и Паризу (1884–1886). Године 1886. Јерсин је ушао у истраживачку лабораторију Луј Пастера Више нормалне школе, на позив Пјер Пола Емила Руа, и учествовао у развоју серума против беснила. 1888. докторирао је дисертацијом под насловом Étude sur le Développement du Tubercule Expérimental и провео два месеца код Роберта Коха у Немачкој. Придружио се недавно створеном Пастеровом институту 1889. године као Руов сарадник и са њим је открио дифтерични токсин (који производи бацил Corynebacterium diphtheriae).
Да би могао да се бави медицином у Француској, Јерсин се пријавио и стекао француско држављанство 1888. Убрзо затим (1890), отпутовао је у француску Индокину (садашњи Вијетнам, Лаос и Камбоџа) у југоисточној Азији као лекар компаније Messageries Maritimes, на линији Хо Ши Мин (некада Сајгон) - Манила, а затим на линији Хо Ши Мин - Хајфонг. Учествовао је у једној од мисија Auguste Pavie. 1894. године Јерсин је послан на захтев француске владе и Пастеровог института у Хонг Конг, да истражи кугу која се тамо дешавала.
Тамо, у малој колиби (према Wendy Orent) пошто је одбијен приступ британским болницама по његовом доласку,  направио је своје највеће откриће: а то је да од патогена настаје болест. Др Китасато Шибасабуро, такође у Хонг Конгу, идентификовао је бактерију неколико дана раније. Постоје контроверзе да ли су то били исти пнеумококи или мешавина та два. Будући да су Китасатоови почетни извештаји били нејасни и донекле контрадикторни, неки дају Јерсину искључиву заслугу за откриће. Међутим, темељна анализа морфологије организма коју је открио Китасато утврдила је да смо „уверени да је Китасато испитивао бацил куге у Хонг Конгу крајем јуна и почетком јула 1894. године“, само неколико дана након што је Јерсин објавио сопствено откриће 20. јуна. Према томе, Китасату „не би требало одбити овај кредит“. Бацил куге се боље развија на нижим температурама, па се показало да је Јерсинова слабије опремљена лабораторија предност у трци са Китасатом, који је користио инкубатор. Стога, иако је у почетку научна заједница назвала „бацил Китасато-Јерсин“, микроб ће касније преузети само његово име, јер оно које је идентификовао Китасато, врста стрептокока, не може се наћи у лимфним жлездама . Јерсин је такође први пут успео да покаже да је исти бацил присутан и код глодара и код људских бића, подвлачећи на тај начин могуће начине преноса. О овом важном открићу исте године је саопштио Француској академији наука његов колега Emile Duclaux у класичном раду под називом „La peste bubonique à Hong-Kong“.
Од 1895. до 1897. године, Јерсин је наставио са проучавањем бубонске куге. 1895. године вратио се у Институт Пастер у Паризу и са Пјер Пола Емила Ру-ом, Amédée Borre-ом и Albert Calmette-ом припремио први серум против куге. Исте године се вратио у Индокину, где је у Ња Чангу инсталирао малу лабораторију за производњу серума (1905. године ова лабораторија постала је огранак Пастеровог института). Јерсин је пробао серум добијен из Париза у Гуанџоун и Сјамену 1896. године и у Мумбају у Индији 1897. године, са разочаравајућим резултатима. Одлучивши да остане у својој земљи стварања, активно је учествовао у стварању Медицинске школе у Ханоју 1902, и био је њен први директор, до 1904.
Јерсин се окушао у пољопривреди и био је пионир у узгоју гумених стабала (Hevea brasiliensis) увезених из Бразила у Индокину. У ту сврху добио је 1897. године концесију од владе за оснивање пољопривредне станице у Suoi Dau. Отворио је нову станицу у Hon Ba-у 1915. године, где је покушао да аклиматизује дрво кинина (Cinchona ledgeriana), које су Шпанци увезли из Анда у Јужну Америку и које је произвело први познати ефикасни лек за спречавање и лечење маларије (болест која до данас преовлађује у југоисточној Азији).
Алекандар Јерсин је добро запамћен у Вијетнаму, где су га људи од миља звали Ông Năm (Онг Нам - Господин Нам / Пети).
8. јануара 1902, Јерсин је акредитован за првог управника Медицинског универзитета у Ханоју од стране генералног гувернера Француске Индокине, Paul Doumerа. Након независности земље, улице именоване у његову част задржале су свој назив, а његов гроб у Suoi Dau улепшала је пагода у којој се обављају обреди у његовом богослужењу. Његова кућа у Ња Чангу сада је Музеј Јерсин, а натпис на његовом надгробном споменику описује га као „доброчинитеља и хуманисту, којег поштују вијетнамски људи“. У Ханоју, француски лицеј има његово име. Приватни универзитет основан је 2004. године у Да Лат је названа "Јерсин Универзитет" у његову част.
1934. номинован је за почасног директора Пастеровог института и члана управног одбора. Умро је у својој кући у Ња Чангу, 1943. године.

## Остало
Др Јерсин је заслужан за то што је 1893. године пронашао место за нови град Да Лат. Због велике надморске висине и европске климе, Да Лат је постао место за истраживање француских официра. Постојала је средња школа која је саграђена 1920-их, Lycée Yersin звана Grand Lycée (разред од 6 до 12), Petit Lycée (од основног до разреда 5) и универзитет назван по њему који је изграђен у 2000-их.
Док је био у Хонг Конгу, Јерсину је у истраживању помогао италијански свештеник реда PIME (Pontifical Institute for Foreign Missions) по имену Bernardo Vigano. Обезбеђивао је лешеве и помогао му у потрази за проналаском лека против куге.

### енглески језик
- Barrett, O. (мај 1989). „Alexandre Yersin and recollections of Vietnam”. Hosp. Pract. (Off. Ed.). 24 (5A): 13. PMID 2498345.
- Bendiner, E. (март 1989). „Alexandre Yersin: pursuer of plague”. Hosp. Pract. (Off. Ed.). 24 (3A): 121—8, 131—2, 135—8 passim. PMID 2494200.
- Haubrich, William S. (јануар 2005). „Yersin of Yersinia infection”. Gastroenterology. 128 (1): 23. PMID 15633119. doi:10.1053/j.gastro.2004.11.040.
- Holubar, K. (1999). „Alexandre Yersin (1863-1943) and the centenary of the plague in Nha Trang: A threat transformed”. Dermatology. 198 (1): 108—9. PMID 10026422. doi:10.1159/000018052.
- Howard-Jones, N. (април 1975). „Kitasato, Yersin, and the plague bacillus”. Clio medica (Amsterdam, Netherlands). 10 (1): 23—7. PMID 54239.
- Moseley, J. E. (1981). „Travels of Alexandre Yersin: letters of a pastorian in Indochina, 1890–1894”. Perspect. Biol. Med. 24 (4): 607—18. PMID 7027173. doi:10.1353/pbm.1981.0043.
- Rosenberg, J. C. (фебруар 1968). „Doctors afield: Alexandre Yersin”. N. Engl. J. Med. 278 (5): 261—3. PMID 4865333. doi:10.1056/NEJM196802012780507.
- Solomon, T. (јун 1995). „Alexandre Yersin and the plague bacillus”. The Journal of tropical medicine and hygiene. 98 (3): 209—12. PMID 7783282.

### Француски
- Bernard, L. (мај 1994). „[Memories of Monsieur Yersin]”. Revue médicale de la Suisse romande. 114 (5): 439—44. PMID 8016523.
- Bonard, E. C. (мај 1994). „[The plague and Alexander Yersin (1863–1943)]”. Revue médicale de la Suisse romande. 114 (5): 389—91. PMID 8016516.
- Bonard, E. C. (децембар 1972). „[Two letters from Alexandre Yersin]”. Revue médicale de la Suisse romande. 92 (12): 995—1000. PMID 4578823.
- Bonifas, V. (мај 1984). „[Alexandre Yersin (1863–1943)]”. Revue médicale de la Suisse romande. 104 (5): 349—51. PMID 6379813.
- Brossollet, J. (мај 1994). „[Correspondence of Alexander Yersin to his family]”. Revue médicale de la Suisse romande. 114 (5): 445—50. PMID 8016524.
- Delaveau, P.; Clair G. (1995). „[Production of cinchona in the French empire: A. Yersin and E. Perrot]”. Revue d'histoire de la pharmacie. 42 (304): 75—84. PMID 11640400. doi:10.3406/pharm.1995.4211.
- Патрицк Девилле, Пеште и колера, издања у Сеуилу, колекција « Фицтион & Цие », 2012 ( 978-2-02-107720-9 ).
- Dreifuss, J.-J. (мај 1994). „[Discoveries and deceptions: Yersin from Hong Kong to Stockholm]”. Revue médicale de la Suisse romande. 114 (5): 425—8. PMID 8016521.
- Fantini, B. (мај 1994). „[A young Pasteur scientist with Koch: Yersin, 1888]”. Revue médicale de la Suisse romande. 114 (5): 429—37. PMID 8016522.
- Kupferschmidt, H. (мај 1994). „[Development of research on plague following the discovery of the bacillus by Alexander Yersin]”. Revue médicale de la Suisse romande. 114 (5): 415—23. PMID 8016520.
- Mafart, Y. (1965). „[Alexandre Yersin (1863–1943)]”. Médecine tropicale : revue du Corps de santé colonial. 25 (4): 427—38. PMID 5320482.
- Pilet, P. E. (мај 1994). „[Yersin Senior and son. From biology to medicine]”. Revue médicale de la Suisse romande. 114 (5): 405—14. PMID 8016519.

### Други језици
- Bockemühl, J. (април 1994). „[100 years after the discovery of the plague-causing agent—importance and veneration of Alexandre Yersin in Vietnam today]”. Immun. Infekt. 22 (2): 72—5. PMID 7959865.
- Raggenbass, R. (1995). „[Blackwater fever: a French episode drawn from the research of Alexandre Yersin]”. Gesnerus. 52 (3–4): 264—89. PMID 8851059.